# 1952-es magyar atlétikai bajnokság
Az 1952-es magyar atlétikai bajnokság az 57. magyar bajnokság volt.

## Eredmények

### Férfiak
| Versenyszám          | Arany                                                              | Arany     | Ezüst                                                                 | Ezüst     | Bronz                                                              | Bronz     |
| -------------------- | ------------------------------------------------------------------ | --------- | --------------------------------------------------------------------- | --------- | ------------------------------------------------------------------ | --------- |
| 100 m                | Goldoványi Béla Dózsa SE                                           | 10,7      | Varasdi Géza SZOT I.                                                  | 10,8      | Zarándi László Haladás SE                                          | 10,9      |
| 200 m                | Goldoványi Béla Dózsa SE                                           | 21,7      | Varasdi Géza SZOT I.                                                  | 21,9      | Karádi Péter Bástya SE                                             | 22,0      |
| 400 m                | Adamik Zoltán Honvéd SE                                            | 48,8      | Solymosi Egon SZOT I                                                  | 48,9      | Szentgáli Lajos Dózsa SE                                           | 48,9      |
| 800 m                | Bakos Jenő Honvéd SE                                               | 1:52,5    | Tanay László SZOT I.                                                  | 1:53,3    | Bárkányi István Honvéd SE                                          | 1:53,8    |
| 1500 m               | Garay Sándor SZOT I.                                               | 3:48,2    | Béres Ernő Haladás SE                                                 | 3:50,8    | Iharos Sándor Honvéd SE                                            | 3:55,8    |
| 5000 m               | Garay Sándor SZOT I.                                               | 14:36,0   | Kovács József Bástya SE                                               | 15:50,8   | Juhász Béla SZOT I.                                                | 14:59,8   |
| 10 000 m             | Kovács József Bástya SE                                            | 31:02,8   | Juhász Béla SZOT I.                                                   | 31:09,8   | Csordás László Bástya SE                                           | 31:10,8   |
| maraton              | Dobronyi József SZOT I.                                            | 2:32:37,6 | Esztergomi Mihály SZOT I.                                             | 2:40:40,8 | Zalavári Ferenc SZOT III.                                          | 2:40:53,0 |
| 110 m gát            | Retezár Imre Dózsa SE                                              | 15,2      | Kiss Ernő Honvéd SE                                                   | 15,4      | Csenger Attila Bástya SE                                           | 15,5      |
| 200 m gát            | Csenger Attila Bástya SE                                           | 25,6      | Lombos Dezső Bástya SE                                                | 25,3      | Kiss Ernő Honvéd SE                                                | 25,5      |
| 400 m gát            | Lippay Antal SZOT I.                                               | 52,8      | Kiss Ernő Honvéd SE                                                   | 54,5      | Lombos Dezső Bástya SE                                             | 55,5      |
| 3000 m akadály       | Apró József SZOT I.                                                | 9:01,8    | Jeszenszky László Bástya SE                                           | 9:06,2    | Csordás László Bástya SE                                           | 9:20,6    |
| 10 km gyaloglás      | Kun Sándor Honvéd SE                                               | 48:28,0   | Rácz Zoltán Dózsa SE                                                  | 49:27,4   | Maurer György SZOT II                                              | 51:39,8   |
| 50 km gyaloglás      | Róka Antal Honvéd SE                                               | 4:31:26,2 | László Sándor Dózsa SE                                                | 4:34:36,8 | Somogyi János Bástya SE                                            | 4:41:40,8 |
| magasugrás           | Szabó Aladár SZOT I.                                               | 185 cm    | Hagyó István Dózsa SE                                                 | 185 cm    | Bencsik János SZOT I.                                              | 185 cm    |
| távolugrás           | Földessy Ödön Dózsa SE                                             | 711 cm    | Zajki Tibor Bástya                                                    | 704 cm    | Szuromi János SZOT I.                                              | 666 cm    |
| hármasugrás          | Puskás Antal SZOT I.                                               | 14,03 m   | Tompay Olivér Honvéd SE                                               | 13,80 m   | Kovács István SZOT I.                                              | 13,39 m   |
| rúdugrás             | Homonnay Tamás SZOT I.                                             | 426 cm    | Zsitvay Zoltán Bástya                                                 | 360 cm    | Gaász Tibor SZOT I.                                                | 360 cm    |
| súlylökés            | Lévai Károly Honvéd SE                                             | 14,35 m   | Vóki József SZOT I.                                                   | 14,18 m   | Söjtör József Bp. Haladás                                          | 13,88 m   |
| diszkoszvetés        | Klics Ferenc SZOT I.                                               | 50,44 m   | Horváth Vilmos SZOT II.                                               | 47,81 m   | Lévai Károly Honvéd SE                                             | 45,90 m   |
| gerelyhajítás        | Várszegi József Bp. Vasas                                          | 58,58 m   | Krasznai Sándor Dózsa SE                                              | 56,84 m   | Rákhely Gyula Honvéd SE                                            | 55,53 m   |
| kalapácsvetés        | Németh Imre SZOT I.                                                | 59,13 m   | Csermák József SZOT I.                                                | 57,31 m   | Bonyhádi Ádám SZOT II.                                             | 53,81     |
| tízpróba             | Kertész Tibor Budapest                                             | 5149      | Biber Pál Haladás SE                                                  | 4942      | Kovács József Honvéd SE                                            | 4572      |
| mezei futás (6000 m) | Béres Ernő Budapest I.                                             | 18:04,6   | Kovács József Budapest I.                                             | 18:05,6   | Pénzes Gyula Budapest II.                                          | 18:06,0   |
| 4 × 100 m            | Senkei József Földessy Ödön Csányi György Goldoványi Béla Dózsa SE | 42,8      | Marosvölgyi Sándor Bartha László Bánhalmi Ferenc Varasdi Géza SZOT I. | 43,0      | Nagy György Gidai Zsigmond Dörnyei Ágoston Adamik Zoltán Honvéd SE | 43,5      |
| 4 × 400 m            | Lippay Antal Bánhalmi Ferenc Antal Gyula Solymosy Egon SZOT I.     | 3:19,2    | Kiss Ernő Bakos Jenő Dörnyei Ágoston Adamik Zoltán Honvéd SE          | 3:21,4    | Tanay László Edőcs Lajos Tullner János Antal Gyula SZOT II.        | 3:22,6    |
| mezei futás csapat   | Béres Ernő Kovács József Juhász Béla Budapest I.                   | 7         | Pénzes Gyula Jeszenszky László Szilágyi Jenő Budapest II.             | 18        | Szilvágyi Herman Szabó György Uzsoki János Budapest III.           | 37        |

### Nők
| Versenyszám          | Arany                                                           | Arany   | Ezüst                                                                | Ezüst   | Bronz                                                                | Bronz   |
| -------------------- | --------------------------------------------------------------- | ------- | -------------------------------------------------------------------- | ------- | -------------------------------------------------------------------- | ------- |
| 100 m                | Tilkovszky Ibolya Dózsa SE                                      | 12,2    | Bartha Lászlóné SZOT I.                                              | 12,2    | Gyarmati Olga SZOT I.                                                | 12,3    |
| 200 m                | Gyarmati Olga SZOT I.                                           | 25,2    | Tilkovszky Ibolya Dózsa SE                                           | 25,4    | Soós Klára Dózsa SE                                                  | 25,5    |
| 400 m                | Bokori Teréz Honvéd SE                                          | 59,2    | Oros Ágnes Honvéd SE                                                 | 59,6    | Bende Franciska Bástya SE                                            | 1:00,9  |
| 800 m                | Oros Ágnes Honvéd SE                                            | 2:18,8  | Köbölkúti Irén SZOT I.                                               | 2:20,0  | Naményi Lenke SZOT I.                                                | 2:20,6  |
| 80 m gát             | Gyarmati Olga SZOT I.                                           | 11,7    | Soós Klára Dózsa SE                                                  | 12,0    | Szüle Ágnes Bástya SE                                                | 12,7    |
| magasugrás           | Kertes Erzsébet Honvéd SE                                       | 155 cm  | Villányi Júlia Dózsa SE                                              | 150 cm  | Vékony Ilona SZOT I.                                                 | 145 cm  |
| távolugrás           | Gyarmati Olga SZOT I.                                           | 574 cm  | Pénzes Margit Bástya SE                                              | 565 cm  | Kozik Ágota Bástya SE                                                | 553 cm  |
| súlylökés            | Fehér Mária SZOT I.                                             | 12,65 m | Sik Józsefné Dózsa SE                                                | 11,50 m | Krisztián Ilona Haladás SE ... .                                     | 11,20 m |
| diszkoszvetés        | Józsa Dezsőné Bástya SE                                         | 42,92 m | Bucsányi Ida Dózsa SE                                                | 37,12 m | Hetesi Margit SZOT I.                                                | 36,15 m |
| gerelyhajítás        | Vig Erzsébet Bástya SE                                          | 42,71 m | Laczó Ilona Bástya SE                                                | 39,95 m | Magda Lajosné SZOT I.                                                | 36,23 m |
| ötpróba              | Pénzes Margit Bástya SE                                         | 3416    | Hunfalvi Tiborné SZOT I.                                             | 3034    | Soós Erzsébet SZOT I.                                                | 2839    |
| mezei futás (1500 m) | Bácskai Anna Budapest II.                                       | 4:57,4  | Köbölkúti Irén Budapest I.                                           | 4:58,6  | Rőder Katalin Budapest II.                                           | 4:59,0  |
| 4 × 100 m váltó      | Rákhely Gyuláné Dénes Ida Bartha Lászlóné Gyarmati Olga SZOT I. | 48,5    | Soós Klára Tilkovszky Ibolya Bucsányi Erzsébet Mertin Jolán Dózsa SE | 49,6    | Aklan Erzsébet Bende Franciska Kozik Ágota Várkonyi Zsuzsa Bástya SE | 50,2    |
| mezei futás csapat   | Köbölkuti Irén Ficsor Irén Dévényi Mária Budapest I.            | 14      | Fonyó Magda Kácser Molnár Erzsébet Győr-Sopron                       | 41      | Bácskai Anna Rőder Katalin Páder Budapest II.                        | 50      |

### Magyar atlétikai csúcsok
- 30 km gyaloglás 2:27:46,6 Vcs. László Sándor Bp. Dózsa Budapest 5. 18.
- 30 mérföldes gyaloglás 4:21:12,6 Vcs. Róka Antal Bp. Honvéd Budapest 6. 1.
- 50 km gyaloglás 4:31:21,6 Vcs. Róka Antal Bp. Honvéd Budapest 6. 1.
- kalapácsvetés 57,20 m Ocs. Csermák József Tapolcai Lokomotív Helsinki 7. 24.
- kalapácsvetés 58,45 m Ocs. Csermák József Tapolcai Lokomotív Helsinki 7. 24.
- kalapácsvetés 60,34 m Vcs.-Ocs. Csermák József Tapolcai Lokomotív Helsinki 7. 24.

### Országos csúcsok
- n. 300 m 42,6 Bende Franciska Bp. Bástya Budapest 8. 16.
- n. 300 m 42,4 Bokori Teréz Bp. Honvéd Budapest 11. 6.
- 800 m 1:51,7 Bakos Jenő Bp. Honvéd Kijev 6. 11.
- 800 m 1:49,9 Bakos Jenő Bp. Honvéd Tata 7. 6.
- 1000 m 2:24,7 Bakos Jenő Bp. Honvéd Budapest 10. 10.
- 1500 m 3:48,4 Béres Ernő TF. Haladás Budapest 5. 10.
- 1500 m 3:48,2 Béres Ernő TF. Haladás Kijev 7. 10.
- 1500 m 3:48,2 Garay Sándor Bp. Vasas Budapest 7. 20.
- n. 1500 m 4:52,6 Fürst Helén Bp. Építők Budapest 8. 17.
- 2000 m 5:17,2 Iharos Sándor Bp. Honvéd Budapest 4. 29.
- 3000 m 8:17,6 Kovács József Bp. Bástya Csepel 5. 6.
- 5000 m 14:19,6 Béres Ernő TF. Haladás Helsinki 7. 22.
- 25 000 m 1:22:59,6 Dobronyi József Bp. Előre Budapest 5. 15.
- 30 000 m 1:42:30,0 Dobronyi József Bp. Előre Budapest 5. 4.
- maratoni 2:28:04,8 Dobronyi József Bp. Előre Helsinki 7. 27.
- 400 m gát 52,8 Lippay Antal Pécsi Lokomotív Budapest 6. 22.
- 400 m gát 52,7 Lippay Antal Pécsi Lokomotív Budapest 7. 20.
- 3000 m akadály 9:01,8 Apró József Miskolci Lokomotív Budapest 6. 21.
- 3000 m akadály 9:00,4 Apró József Miskolci Lokomotív Helsinki 7. 23.
- 15 km gyaloglás 1:12:42,0 László Sándor Bp. Dózsa Budapest 4. 20.
- 20 km gyaloglás 1:38:13,0 László Sándor Bp. Dózsa Budapest 4. 20.
- 20 km gyaloglás 1:37:28,6 László Sándor Bp. Dózsa Budapest 5. 18.
- 25 km gyaloglás 2:04:46,2 László Sándor Bp. Dózsa Budapest 5. 3.
- 25 km gyaloglás 2:02:44,0 László Sándor Bp. Dózsa Budapest 5. 18.
- 30 km gyaloglás 2:27:46,6 László Sándor Bp. Dózsa Budapest 5. 18.
- 50 km gyaloglás 4:31:21,6 Róka Antal Bp. Honvéd Budapest 6. 1.
- 2 órás gyaloglás 24,055 km László Sándor Bp. Dózsa Budapest 5. 3.
- rúdugrás 426 cm Homonnay Tamás Bp. Vasas Budapest 6. 20.
- n. súlylökés 12,89 m Fehér Mária Bp. Előre Budapest 5. 10.
- n. súlylökés 13,43 m Fehér Mária Bp. Előre Budapest 8. 16.
- diszkoszvetés 52,80 m Klics Ferenc Bp. Vasas Budapest 5. 4.
- diszkoszvetés 53,44 m Klics Ferenc Bp. Vasas Lipcse 5. 30.
- n. diszkoszvetés 42,60 m Józsa Dezsőné Bp. Bástya Budapest 5. 11.
- n. diszkoszvetés 42,85 m Józsa Dezsőné Bp. Bástya Budapest 5. 17.
- n. diszkoszvetés 44,65 m Józsa Dezsőné Bp. Bástya Lipcse 6. 1.
- n. diszkoszvetés 46,07 m Józsa Dezsőné Bp. Bástya Tata 7. 6.
- n. gerelyhajítás 44,99 m Vigh Erzsébet Bp. Bástya Lipcse 5. 29.
- kalapácsvetés 60,34 m Csermák József Tapolcai Lokomotív Helsinki 7. 24.
- 4 × 100 m 40,5 Férfi válogatott (Zarándi László, Varasdi Géza, Csányi György, Goldoványi Béla) Helsinki 7. 27.
- n. 4 × 100 m 48,0 Női válogatott (Rákhely Gyuláné, Tilkovszky Ibolya, Bartha Lászlóné, Gyarmati Olga) Kijev 6. 11.
- n. 4 × 100 m 47,9 Női válogatott (Rákhely Gyuláné, Tilkovszky Ibolya, Bartha Lászlóné, Gyarmati Olga) Tata 7. 6.
- n. 4 × 100 m 47,7 Női válogatott (Gyarmati Olga, Tilkovszky Ibolya, Bartha Lászlóné, Erdődi Katalin) Bukarest 9. 21.
- 4 × 400 m 3:14,8 Férfi válogatott (Bánhalmi Ferenc, Szentgáli Lajos, Solymosy Egon, Adamik Zoltán) Kijev 6. 12.
- 4 × 400 m 3:14,6 Férfi válogatott (Bánhalmi Ferenc, Szentgáli Lajos, Solymosy Egon, Adamik Zoltán) Tata 7. 6.
- 4 × 400 m 3:13,8 Férfi válogatott (Bánhalmi Ferenc, Szentgáli Lajos, Solymosy Egon, Adamik Zoltán) Helsinki 7. 26.
- n. 3 × 800 m 7:02,0 Női válogatott (Kovács Ilona, Kazi Aranka, Oros Ágnes) Budapest 8. 20.